# Lyouboyno
Lyouboyno (en macédonien Љубојно) est un village du sud-est de la Macédoine du Nord, situé dans la municipalité de Resen. Le village comptait 186 habitants en 2002.

## Démographie
Lors du recensement de 2002, le village comptait :
- Macédoniens : 175
- Albanais : 10
- Valaques : 1